# Кукла Дона (фестиваль)
Кукла Дона — фестиваль, который ежегодно организовывается в Донской государственной публичной библиотеке в Ростове-на-Дону по адресу улица Пушкинская, 175 а. Фестиваль длится в течение месяца, во время которого проходят мастер-классы по изготовлению кукол и их выставки. Свои работы представляют участники из разных городов и стран.

## История

### 2013 год
В 2013 году проходил VI областной открытый фестиваль «Кукла Дона». Были представлены куклы в национальных костюмах славян, калмыков, немцов, удмуртов, венгров, азербайджанцев, грузин, евреев. Среди изделий находилась кукла Ивана-дурака, который сидит на печи. У кукольного героя были самовар, горшок, ухват, сделанные в соответствующих пропорциях. Есть кукла, которая изображает казаков в Париже. Победители фестиваля награждались 13 декабря.

### 2014 год
В 2014 году для участия в фестивале приехали люди из 20 районов Ростовской области. Оценка жюри основывалась на нескольких критериях: лучшее воплощение образа, мастерство и оригинальность.

### 2015 год
В 2015 году фестиваль «Кукла Дона» длился с 14 ноября по 13 декабря. На выставке в Донской государственной публичной библиотеке было представлено около 300 кукол, для изготовления которых использовалась керамика, дерево, текстиль и пластика. При изготовлении кукол применялась разная техники.
Принимали участие представители 11 национальных общественных организаций, которые есть в Ростовской области, среди которых греки, белорусы, евреи, армяне и осетины. Участники фестиваля были награждены грамотами и призами, почётную грамоту получила художница из Ростова-на-Дону, которая изготавливает куклы в образе казаков.

### 2016 год
В 2016 году в рамках фестиваля «Кукла Дона» организовывались мастер-классы для всех желающих научиться изготавливать куклы, участие в них было бесплатным. Проводили занятия победители прошлых лет, среди которых были физики, доктора, менеджеры и художники. С каждым годом есть тенденция к увеличению количества участников фестиваля, в 2016 году мероприятие, организованное Донской государственной публичной библиотекой, посетили участники из Волгограда и Краснодарского края. Куклы, представленные на выставке, были изготовлены вручную при использовании нитки и иголки. Создавались элементы костюмов и обувь. Посетителям на выставке была представлена уже готовая кукла.
В 2016 году в рамках выставки было представлено много обрядовых русских кукол. Одними из самых простых, были куклы столбушки, которые также называют Берегинями рода. Считается, что они способны охранять жилье от дурных намерений и чувств. Но такая кукла непременно должна была быть изготовлена без черт лица, иначе, согласно легендам, ее обрядовые и защитные свойства пропадают. В доме такую куклу размещали напротив входной двери, выше роста человека, чтобы она встречала тех людей, которые входят в дом и не впускала тех, кто был с дурными намерениями, охраняя от неприятностей.
В этом году среди выставочных экспонатов был представлен праздничный костюм крестьянки из Рязанской губернии. Он прошел долгий путь, и попал на выставку от участницы, бабушка которой сохранила его и передала следующим поколениям. Сам наряд создавался в конце XIX века. Среди представленных экспонатов было и лоскутное одеяло, сшитое из материалов, представленных из разных стран. На фестивале можно было увидеть польские куклы в национальных костюмах, а также куклы из Дагестана и Нагорного Карабаха. Была армянская кукла Нури, которую крестьяне использовали во время засухи. Общее число представленных экспонатов — около 300. В 2016 году фестиваль длился до 9 декабря.
Участники фестиваля могли состязаться в нескольких номинациях: «Лучшая сюжетная композиция», «Национальный колорит», «Лучшее художественно-образное решение арт-объекта». Участие в мероприятии могли принять как студенты так и школьники и разные организации. На выставку можно было представить изделие из любого материала, высота которого не должна была превышать 1 метр. В 2016 году на конкурсе победила участница, которая представила 4 куклы — серию клоунов, сделанных в память про Олега Попова.